# Берлински папирус
Берлински медицински папирус, познат и као Бругшов медицински папирус један је од важних до сада сачуваних древних египатских медицинских папируса. Папирус садржи двадесет четири странице текста. Велики део је паралелан са Еберсовим папирусом. Неки од садржаја се односе на контрацепцију и тестове плодности.  Неки историчари верују да је овај папирус користио Гален у својим списима.

## Историја
Берлински папирус носи овај назив по Берлинском музеју у коме се чува у Египатској збирци папируса. Открио га је Giuseppe Passalacqua у Сахари у Египту, у време Усафаиса у старом сандуку са античким списима. Легенда каже да је пронађен у сандуку са писарским алатима, испод ногу статуе Анубиса у Летополису под Усафаисом, из времена 3. фараона из 1. династије. 
Берлински папирус по стилу писања је онај из 19. династије, а датиран је на период између 1350. и 1200. године п. н. е.
Фридрих Вилхелм IV из Пруске купио је овај папирус 1827. године за Берлински музеј, где се и данас налази.  
Како је папирус у почетку проучавао Хајнрих Карл Бругш он се у литератури помиње и као Бругшов папирус, иако га је први превео и званично објавио Валтер Вршински 1909. године. До данас је доступан само немачки превод папируса.

## Опште информације
Oво дело се сматра копијом много старијег медицинског трактата из Средњег краљевства (2040-1782. године п. н. е.).
Берлински папирус обухвата 25 страница и садржи 240 рецепата, од којих су три написана другачијим рукописом. Велики део његовог садржаја чини понављање од речи до речи, са много грешака и немарног преписивање појединe параграфе из Еберсових и Херстових докумената.
Папирус се бави контрацепцијом и плодношћу и укључује упутства о најранијим познатим тестовима трудноће у којима је жени узет узорак урина и поливен вегетацијом; промене нивоа хормона биле би евидентне у ефекту који је мокраћа имала на биљке. Велики део савета у овом раду налази се и у Еберсовом папирусу.
У папирусу се укључени и одељци о реуматизму, трактат о крвним судовима, који су слични онима у другој књизи о срцу, наведеним у Еберсовом папирусу, али је он у Берлинском папирусу овај одељаљк употпуњен и детаљнија од онога који се налази у Еберсовом папирусу.